# Clairvaux-les-Lacs
Clairvaux-les-Lacs és un municipi francès situat al departament del Jura i a la regió de Borgonya - Franc Comtat. L'any 2007 tenia 1.518 habitants.

## Demografia

### Població
El 2007 la població de fet de Clairvaux-les-Lacs era de 1.518 persones. Hi havia 686 famílies de les quals 266 eren unipersonals (125 homes vivint sols i 141 dones vivint soles), 178 parelles sense fills, 198 parelles amb fills i 44 famílies monoparentals amb fills.
La població ha evolucionat segons el següent gràfic:
Habitants censats

### Habitatges
El 2007 hi havia 848 habitatges, 696 eren l'habitatge principal de la família, 100 eren segones residències i 52 estaven desocupats. 430 eren cases i 362 eren apartaments. Dels 696 habitatges principals, 342 estaven ocupats pels seus propietaris, 326 estaven llogats i ocupats pels llogaters i 27 estaven cedits a títol gratuït; 57 tenien una cambra, 75 en tenien dues, 126 en tenien tres, 184 en tenien quatre i 255 en tenien cinc o més. 431 habitatges disposaven pel capbaix d'una plaça de pàrquing. A 317 habitatges hi havia un automòbil i a 240 n'hi havia dos o més.

### Piràmide de població
La piràmide de població per edats i sexe el 2009 era:
| Homes | Edats   | Dones |
| ----- | ------- | ----- |
| 4     | 95 o +  | 0     |
| 0     | 90 a 94 | 24    |
| 12    | 85 a 89 | 8     |
| 0     | 80 a 84 | 20    |
| 20    | 75 a 79 | 48    |
| 64    | 70 a 74 | 88    |
| 28    | 65 a 69 | 12    |
| 40    | 60 a 64 | 56    |
| 16    | 55 a 59 | 40    |
| 32    | 50 a 54 | 20    |
| 56    | 45 a 49 | 56    |
| 40    | 40 a 44 | 80    |
| 44    | 35 a 39 | 28    |
| 52    | 30 a 34 | 32    |
| 40    | 25 a 29 | 76    |
| 44    | 20 a 24 | 28    |
| 52    | 15 a 19 | 64    |
| 36    | 10 a 14 | 44    |
| 52    | 5 a 9   | 48    |
| 32    | 0 a 4   | 36    |

## Economia
El 2007 la població en edat de treballar era de 879 persones, 686 eren actives i 193 eren inactives. De les 686 persones actives 630 estaven ocupades (349 homes i 281 dones) i 55 estaven aturades (10 homes i 45 dones). De les 193 persones inactives 60 estaven jubilades, 67 estaven estudiant i 66 estaven classificades com a «altres inactius».

### Ingressos
El 2009 a Clairvaux-les-Lacs hi havia 689 unitats fiscals que integraven 1.471,5 persones, la mediana anual d'ingressos fiscals per persona era de 16.179 €.

### Activitats econòmiques
Dels 144 establiments que hi havia el 2007, 2 eren d'empreses extractives, 5 d'empreses alimentàries, 15 d'empreses de fabricació d'altres productes industrials, 7 d'empreses de construcció, 35 d'empreses de comerç i reparació d'automòbils, 10 d'empreses de transport, 13 d'empreses d'hostatgeria i restauració, 7 d'empreses financeres, 8 d'empreses immobiliàries, 13 d'empreses de serveis, 20 d'entitats de l'administració pública i 9 d'empreses classificades com a «altres activitats de serveis».
Dels 32 establiments de servei als particulars que hi havia el 2009, 1 era una oficina d'administració d'Hisenda pública, 1 gendarmeria, 1 oficina de correu, 3 oficines bancàries, 3 tallers de reparació d'automòbils i de material agrícola, 1 taller d'inspecció tècnica de vehicles, 1 autoescola, 2 guixaires pintors, 1 fusteria, 1 lampisteria, 2 electricistes, 3 perruqueries, 2 veterinaris, 7 restaurants, 1 agència immobiliària, 1 tintoreria i 1 saló de bellesa.
Dels 14 establiments comercials que hi havia el 2009, 3 eren supermercats, 3 fleques, 1 una fleca, 1 una peixateria, 1 una botiga de roba, 1 una botiga d'equipament de la llar, 1 una sabateria, 1 una botiga de material de revestiment de parets i terra, 1 una perfumeria i 1 una joieria.
L'any 2000 a Clairvaux-les-Lacs hi havia 3 explotacions agrícoles.

## Equipaments sanitaris i escolars
El 2009 hi havia 1 centre de salut i 1 farmàcia.
El 2009 hi havia 1 escola maternal i 1 escola elemental. Clairvaux-les-Lacs disposava d'un col·legi d'educació secundària amb 242 alumnes.

## Poblacions més properes
El següent diagrama mostra les poblacions més properes.